# Friedrich Akel

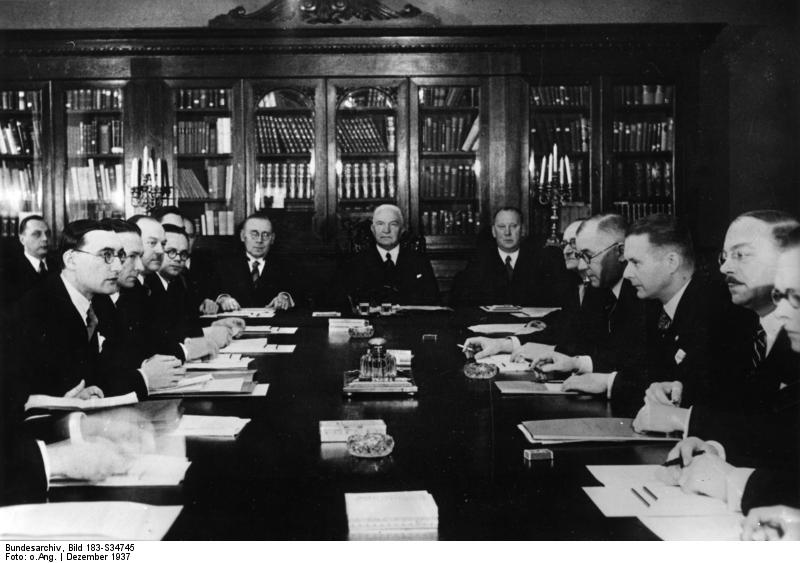
A Bali államok külügyminisztereinek értekezlete 1937-ben. Friedrich Akel a kép közepén

Friedrich Karl Akel (Kaubi község, Viljandimaa, 1871. szeptember 5. – Tallinn, 1941. július 3.) észt szemészorvos, diplomata és politikus. A két világháború között több alkalommal külügyminiszter és nagykövet volt. 1924-ben az államfői posztot is betöltötte. Az Észt Olimpiai Bizottság és a Nemzetközi Olimpiai Bizottság tagja volt.

## Életrajza
Apja Juhan Akel, anyja Kärt Akel (született Kärt Risso). A szülőknek két közös gyermeke volt. Friedrichnek egy húga volt, aki azonban 1875-ben meghalt. Emellett öt féltestvére volt anyja előző házsságából. A szülei szarvasmarhatenyésztéssel foglalkoztak és jelentős gazdaságuk volt. Ezt később ő örökölte. Ennek árából nyitott Tallinnban szemészeti klinikát.
1881–1883 között Viljandiban tanult elemi iskolában. Tartuban járt gimnáziumba. Majd 1892–1897 között orvosi tanulmányokat folytatott a Tartui Egyetemen (akkor Császári Dorpati Egyetem), ahol szemészorvosi végzettséget szerzett. 1892-ben lépett be az Észt Diákszövetségbe, amelynek 1897 második félévében az elnöke is volt. Az egyetem után több helyen praktizált. Dolgozott a Tartui Egyetemi Klinikán, majd 1899–1901 között Rigában, 1901-ben a Varsói Járási Kórház orvosa volt. 1901-ben további tanulmányokat folytatott Berlinben, Prágában és Lipcséében is. Később hazatért Észtországba és 1902–1922 között Tallinnban praktizált szemészorvosként. 1904–1905-ben részt vett orvosként a japán–orosz háborúban. 1907-ben egyik alapítója volt a Tallinni Magánklinikának. 1912-ben saját szemészeti klinikát alapított Tallinnban a Roosikrantsi utca 10. szám alatti házban, ahol 1922-ig dolgozott. Az 1920-as évek elején a Tallinni Bank (később Hitelban) igazgatóságának tagja volt.

## Politikai tevékenysége
Az 1920-as évek elején kezdett aktív politikai és közéleti tevékenységbe. Csatlakozott a Jaan Tõnisson vezette Észt Népi Oktatási Társasághoz, amelyből létrejött a az Észt Demokrata Párt (később pedig az Észt Radikális Demokrata Párttal egyesülve létrejött a Keresztény Néppárt). 1922–1923-ban Észtország finnországi nagykövete volt. 1924-ben külügyminiszterré nevezték ki.
1924. március 26. és december december 16. között Friedrich Akel töltötte be az államvezetői posztot (riigivanem, magyarul az „állam vénje”, aki egy személyben funkcionált államfőként és miniszterelnökként is). A Keresztény Néppártot képviselő Akel az Észt Néppárttal és a Munkáspárttal koalícióban irányította az országot. Kormányfőként elsősorban Észtország pénzügyi stabilitásának megerősítése volt a célja. Akel államvezetői időszakában történt az 1924. decemberi észtországi bolsevik puccskísérlet.  A puccs kezdeti fázisában megtámadták Akel Dóm-hegyen lévő lakóhelyét, de sikerült elmenekülnie. A puccskísérlet leverése után Akel átadta az államvezetői posztot Jüri Jaakssonnak.
1926–1927 között külügyminiszter volt. 1928-tól 1934-ig a stockholmi (és egyúttal Norvégiába és Dániába akkreditált) nagykövet volt, majd 1934-től 1936-ig a berlini nagykövetség élén állt (Hollandiába is akkreditálva). 1936–1938 között ismét külügyminiszter volt.
Berlinből hazatérve már nem vállalat politikai tisztséget. 1939-től az Első Észt Olajipari Vállalat elnök-helyettese volt, valamint újra szemészorvosként praktizált. 

## Közéleti tevékenysége
Aktívan részt vett az észtországi sporttevékenység szervezésében. 1907–1908-ban a Kalev Társaság vezetője volt. Ekkor kezdődött el a Kalev Társaságnál a kerékpársport, a teszisz és a korcsolyázás.
1924. május 5-én az Észt Olimpiai Bizottság  elnökévé választották. Erről a posztról 1931-ben mondott le. 1928–1932 között tagja volt a Nemzetközi Olimpiai Bizottságnak is.

## Halála
Észtország szovjet megszállása után, 1940. október 17-én az akkor 69 éves Akelt az NKVD letartóztatta. A tallinni Központi Börtönben (Keskvangla) tartották fogva. A szovjet hatóságok azzal vádolták, hogy a „forradalmi munkások” elleni törvényeket és intézkedéseket hozott, valamint részt vett a decemberi bolsevik felkelés felszámolásában. AZ NKVD rögtönítélő bírósága 1941. július 2-án halálra ítélte és másnap, július 3-án ismeretlen helyen (vélhetően Tallinnban) agyonlőtték. Sírja ismeretlen, feltételezések szerint Kose községben, a Scheell-kápolnánál található.

## Magánélete
1906. március 12-én kötött házasságot Adele Karoline Tenzzel. Négy gyermekük született: Vilma (1906–1974), Asta (1907–2000), Friedrich (1910–1942) és Lia (1918–2009). Feleségét a szovjet hatóságok deportálták. 1944-ben hunyt el a Kirovi területen.
Lányának, Vilmának a szovjet megszállás után sikerült eljutnia Svédországba. Ott hunyt el 1974-ben. Asta lányát a férjével, Damasius Treudével és két gyerekével együtt 1941. június 14-én a szovjet hatóságok deportálták. Férjét 1942-ben a Szverdlovszki területen lévő egyik büntetőtáborban meggyilkolták. Asta 1958-ban szabadult ki a büntetőtáborból. Lia lánya egy svéd diplomatával házasodott össze, és még a szovjet megszállás előtt, 1940 elején elhagyta Észtországot. Stockholmban hunyt el 2009-ben. Fia, Friedrich az észt kormány kancelláriáján dolgozott. A szovjet megszállás után letartóztatták. 1942-ben a Permi határterületen lévő egyik büntetőtáborban a szovjet hatóságok meggyilkolták.

## Emlékezete
2011-ben, születésének 140. évfordulóján Halliste kisvárosban emlékművet avattak a tiszteletére.